# Бутыня
Буты́ня (Буты́нька) — река в Московской области России, левый приток реки Десны.
Берёт начало в болотах к западу от города Голицыно Одинцовского района, между станциями Голицыно и Сушкинская. Протекает через деревню Бутынь, названную по имени реки, и деревню Сивково.
В верховьях течёт по обширному болоту и спрямлена каналом. Ниже Белорусской железной дороги на берегах реки чередуются безлесные места и заболоченный лес. Туристского значения не имеет.
У посёлка городского типа Калининец Наро-Фоминского района, в 4 км к северу от платформы Селятино Киевского направления МЖД, Бутыня сливается с речкой Пахоркой, образуя реку Десну.
Длина — 11 км, глубина — 0,3—2,5 м, ширина — 1,5—7 м, скорость течения — 0,2—0,5 м/с. Равнинного типа. Питание преимущественно снеговое.